# Наджма Садеке
Наджма Садеке (1943 — 8 січня 2015) — пакистанська журналістка, письменниця, правозахисниця, зокрема прав жінок, захисниця довкілля та художниця. Також займалася дослідженнями з соціально-економічних питань, авторка багатьох книг і статей. У 1975 році співзаснувала жіночоу неурядову організацію Shirkat Gah, яка висвітлює порушення прав людини щодо жінок. Вона також була співзасновницею Форуму жіночої дії (WAF), Пакистан.

## Біографія
Садеке народилася в 1943 році в Бенгалії, Британська Індія, і виросла в Східному Пакистані (нині Бангладеш) в атмосфері землеробства, яка диктувала її майбутнє мислення. Вона навчалася в школі та коледжі Viqarunnisa Noon в Даці і була відома особливою майстерністю писати англійською. Після одруження вона переїхала до Карачі, де спочатку працювала копірайтеркою в рекламному агентстві. Коли їй було 19, вона провела свою першу виставку картин у Карачі.
Садеке почала працювати журналісткою у кількох газетах, спочатку з Dawn, а потім у The News та The News International.
У 1975 році, стурбована масштабами порушень прав людини в своїй країні, Садек разом із сімома іншими створила НО «Ширкат Гах». Також вона заснувала Форум жіночої дії (WAF) у Пакистані в 1981 році; в основному це було продиктовано порушеннями прав жінок відповідно до законів, оприлюднених генералом Зія-уль-Хаком, тодішнім президентом Пакистану. Вона створювала «WE — тижневий журнал» для The News, пізніше перейменований на «The News on Friday» і потім змінений на «The News on Sunday», який охоплював широкий спектр тем. Після відходу з The News вона працювала журналісткою-фрілансеркою у кількох газетах, включаючи The News, на теми, пов'язані з правами людини, гендерними проблемами та довкіллям. Після того, як вона припинила працювати в газетах, вона присвятила свій час переважно просуванню діяльності Shirkat Gah і WAF.

## Смерть
Наджма Садеке померла в Карачі 8 січня 2015 року у віці 72 років від ниркової недостатності та закладеності грудної клітки. Денеб Сумбул, її дочка, яка є продюсеркою документальних фільмів, сказала в некролозі своїй матері:
Скількома способами я можу описати мою чудову незламну матір — вона носила так багато капелюхів — активістку до останнього, журналістку понад 35 років, одну із засновників WAF і людину, яка мала так багато інтересів і ніколи не мала чудових ідей і нові перспективи.
У своїй останній статті, опублікованій в «You magazine» у The News, Садек написала: «Активісткам потрібно підвищити відвагу жінок, щоб відповідно до цього голосувати. Це пов'язано з правами людини та демократією. Почніть говорити».

## Публікації
На основі своїх обширних досліджень Садек є авторкою багатьох книг і статей, таких як «Як вони керують Пакистаном», «Як вони керують світом», «Як вони вбивають світ», «Фінансовий тероризм» та «Наземні реалії». Її статті також увійшли до багатьох міжнародних публікацій та книг. На момент своєї смерті вона редагувала англійський переклад роботи своєї матері, доктора Сієди Фатіми Садек, над Кораном.